# Marelle (revue littéraire)
 (août 2020).
Si vous disposez d'ouvrages ou d'articles de référence ou si vous connaissez des sites web de qualité traitant du thème abordé ici, merci de compléter l'article en donnant les références utiles à sa vérifiabilité et en les liant à la section « Notes et références ».
Marelle : Zone d'Activités Poétiques, est une revue de création poétique francophone en ligne, créée en 2004 par Pierre Ménard.
Marelle veut relever le défi d'une création sur internet en y proposant un atelier d'écriture. Pas question d'y apprendre à écrire. C'est plutôt un lieu de création et d'expérimentation ouvert à tous. Une zone de création poétique à diffusion permanente.
Le site est basé sur le concept et la technologie wiki, à la croisée des forums de discussion, des blogs et des sites internet traditionnels.
Marelle permet à chacun de travailler sur le thème qu'il souhaite, de générer une page directement, voire de modifier un commentaire ou un texte préalablement écrit par un autre auteur.
On y retrouve plusieurs rubriques : Atelier d'écriture, Agenda, Liens, Travaux, Inédits.

## Poésie contemporaine et création en ligne
Les rubriques Travaux et Inédits s'ouvrent à de jeunes auteurs : Lucille Calmel, Laurent Chamalin, Mathieu Brosseau, Guillaume Fayard, Thierry Rat, Philippe Cou, Dominique Quélen, Antoine Boute, Rachel Defay-Liautard et Sylvain Courtoux, et leur permet de travailler directement leurs textes ou de les diffuser en ligne.
Tous les vendredis, un exercice littéraire à partir d'un texte poétique contemporain est organisé. Les textes écrits à partir de ces contraintes sont diffusés en ligne. Tout le monde peut proposer un exercice d'atelier d'écriture original. Les seuls impératifs : Proposer une contrainte d'écriture simple et compréhensible (une ou deux phrases d'explication). Tirer cette contrainte d'un texte contemporain. Pour permettre une meilleure compréhension de la contrainte, ajouter une courte citation de l'œuvre en question. Présenter ce texte et son auteur de manière succincte. 
Depuis 2004 de nombreux ateliers d'écriture ont été mis en ligne autour d'auteurs contemporains, parmi lesquels : François Bon, Charles Pennequin, Nathalie Quintane, Michelle Grangaud, Olivier Cadiot, Valère Novarina, Denis Roche, Dominique Fourcade, Anne-Marie Garat, Lucien Suel, Michel Butor, Raymond Federman, Renaud Camus, Michel Deguy, Jean-Michel Maulpoix, Mathieu Bénézet, Yves Bonnefoy, André du Bouchet, Emmanuel Hocquard, Pierre Guyotat, Laure Limongi, Jérôme Mauche, Bernard Noël, Bernard Heidsieck, Chloé Delaume, Jean-Loup Trassard, Jean Echenoz, Régis Jauffret, Jacques Ancet...
Pierre Ménard, poète contemporain (auteur de Le Spectre des armatures, éd. Le Quartanier, 2007 et de Comment écrire au quotidien : 365 ateliers d'écriture, éd. Publie.net, 2010) a créé Marelle en 2004. Le site n'est plus en ligne sur Internet depuis 2014.